# Dopředná neuronová síť

Příklad dopředné neuronové sítě. V dopředné síti se informace vždy pohybují jedním směrem, nikdy se nevrací zpět.

Dopředná neuronová síť (Feed-forward Neural Network, FFNN) je jedním ze dvou charakteristických typů umělých neuronových sítí, které se vyznačují směrem toku informací mezi jednotlivými vrstvami sítě. Tok informací v dopředné síti je jednosměrný, tedy informace v síti proudí pouze jedním směrem — dopředu — od vstupní vrstvy neuronů, přes skryté vrstvy neuronů (pokud existují), až k výstupní vrstvě neuronů, tj. bez jakýchkoli smyček či zpětných vazeb jako u druhého typu sítí, tzv. rekurentních neuronových sítí, které se vyznačují obousměrným tokem informací.

## Dopředné sítě
- Perceptron[1] - učení s učitelem
- Vícevrstvý perceptron[2] - učení s učitelem
- Síť funkce radiální báze[3] - učení s učitelem
- Konvoluční neuronová síť[4] - učení s učitelem
- Lineární heteroasociativní paměť[5] - Hebbovské učení
- Samoorganizující síť[6] - učení bez učitele